# Канине (Изернија)
Канине је насеље у Италији у округу Изернија, региону Молизе.
Према процени из 2011. у насељу је живело 51 становника. Насеље се налази на надморској висини од 515 м.